# 貝諾爾 (密蘇里州)
貝諾爾（英語：Bel-Nor）是位於美國密蘇里州聖路易斯縣的城市。

## 人口
根據2020年美國人口普查的數據，貝諾爾的面積為1.63平方千米，皆為陸地。當地共有人口1399人，而人口密度為每平方千米858人。